# キヌアミグモ
キヌアミグモ (学名：Cyrtophora exanthematica) はコガネグモ科のクモの1種。樹上の枝の間に水平の絹網を張る。

## 特徴
全身がほぼ褐色のクモ。雌は体長が9mm。頭胸部は長さが幅より大きい縦長で、頸溝が明瞭に入る。腹部は前の端が一番幅広くて後方に次第に狭まり、糸疣を越えたところで後の端が小さく二つに分かれたようになっている。歩脚は体格に比して太い。体色は背甲は黒褐色、胸板は褐色で微かに正中線沿いに斑紋が入る。歩脚も黒褐色。腹部背面は褐色から黒褐色で、中央部と前方部分は黄白色を帯び、また両肩の隆起から後方に向かって1対のはっきりした白く細い線状の斑紋が入る。また背面の全体に発疹状の顆粒が左右対称に生じる。ただし色彩の変異は多く、これらのような模様を含み淡褐色から黒に近いものまで見られる。
雄は体長が3.2mm。雄は全体に黒褐色から黒色を帯びて光沢があり、腹部では前方両側の肩状隆起が目立たず、後方背面に3～4対の白斑がある。

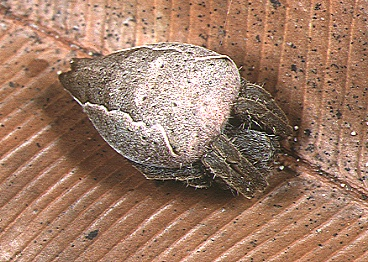
雌成体・色の薄い個体
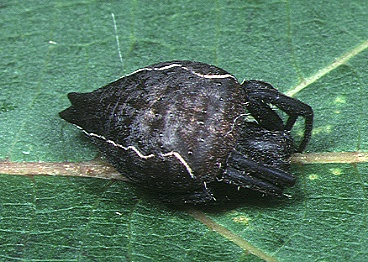
同・黒に近い個体
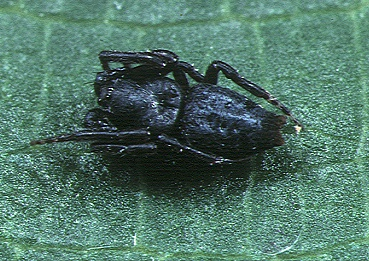
雄成体

## 分布
日本では本州、四国、九州、伊豆諸島、小笠原諸島、南西諸島に知られ、国外ではビルマからフィリピン、ニューギニア、台湾、中国に分布する。
特に柑橘類に多く見られるとも。

## 習性
樹枝の間に網を張って生活する造網性のクモである。その網はやや受け皿になったシート部分と、その上側に張られた不規則な糸の組からなっている。シート部分はサラグモ類に見られるような不規則に重ねられた糸の膜ではなく、格子状の網目を持っており、時にこれを絹網という。この網を構成する糸は粘性を持っておらず、その網目はほぼ正方形となっている。またその縦の糸と横の糸の接続は一点ではなく、一定の長さで重なっているためにその糸はジグザグな形となり、その形はジョロウグモの網の縦糸と足場糸の関係に似ている。クモ本体は網のシート部分の下側にぶら下がるか、あるいは網の中に置かれた木の葉などの下に潜む。クモがじっとしているとまるで網に枯れ葉がかかっているように見える。
雄は6月頃より自身で網を張る生活から雌の網を訪ね回るようになる。雌は網の不規則網部分に、あるいは枝先の間に不規則に糸を張った丸い網を作ってそこに産卵し、雌成体はその上に止まって保護する。越冬は幼生で行い、葉を纏めて、あるいは糸を貼り合わせた膜を作ってその中に潜む。

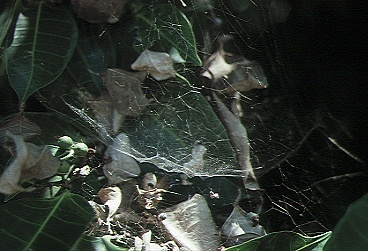
網の様子
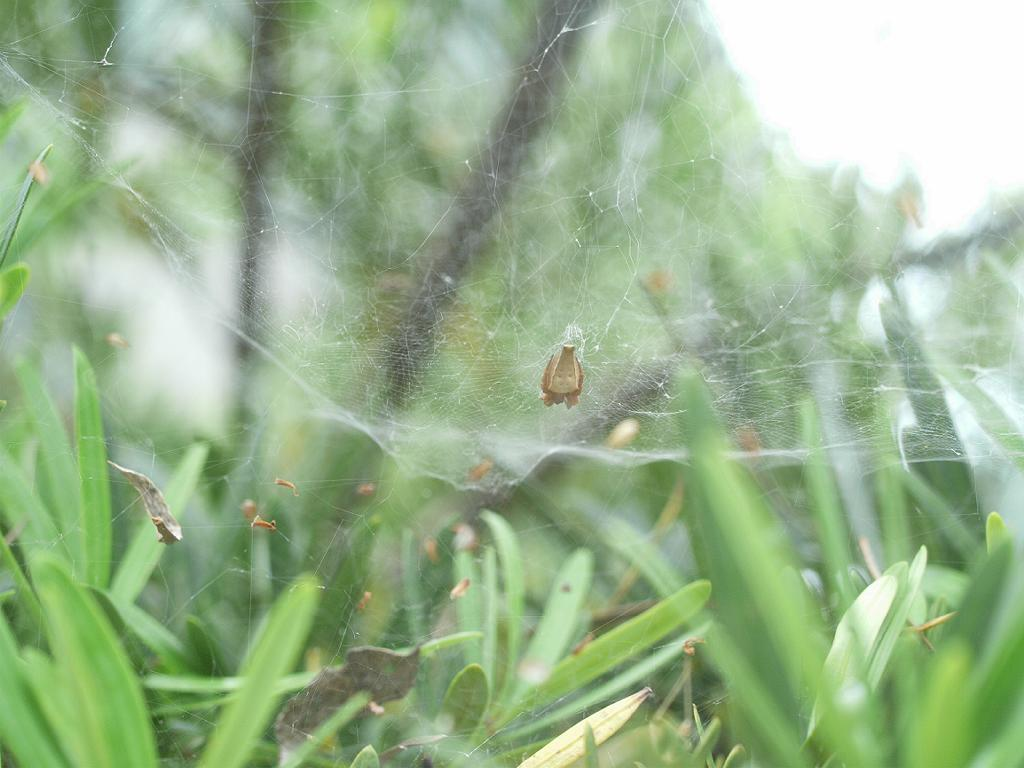
網の拡大像 シートの方形網目が見える
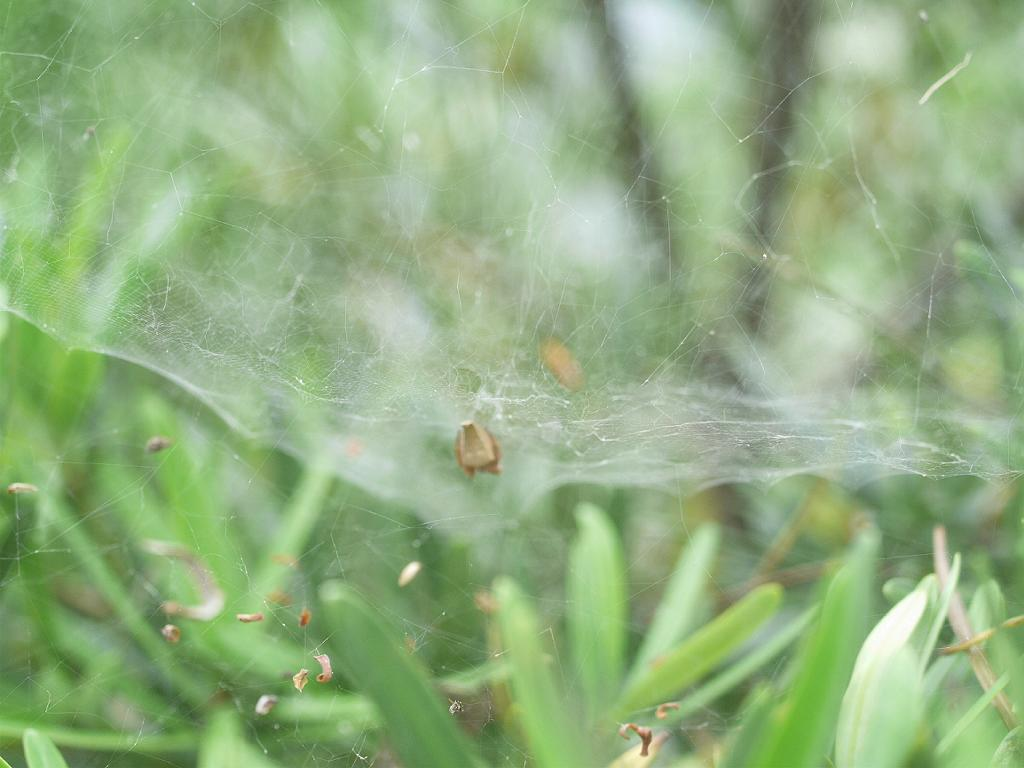
シートの上に不規則網がある
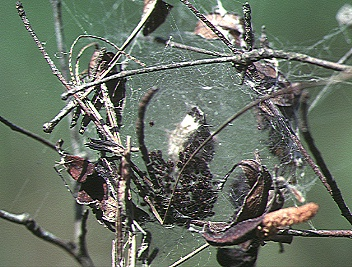
産卵用の網・幼生が孵化してまどいを形成している

## 分類、類似種など
本種の属するスズミグモ属 Cyrtophora は世界で35種程が知られており、日本には本種の他に以下の2種がある。
- C. moluccensis スズミグモ
- C. unicolor ハラビロスズミグモ

スズミグモは腹部が丸みを帯び、また網もドーム状のものを作るので容易に区別できる。ハラビロスズミグモは本体も網の形もやや似ているが、これら2種共に大きい雌では20mmかそれ以上になるもので、本種よりかなり大きい。また本種では雌雄共に腹部後端が小さいながら2分しており、これは本種を見分けるよい特徴となっている。

## 利害
一般的にはクモ類は昆虫を食うので益虫とされるが、本種に関して特に言及されたものは見ない。
柑橘類によく見られるものであるが、地域によってはその新芽をかみ切って被害を出す場合があるという。